# Vattaru (Noonu-atol)
Vattaru is een van de onbewoonde eilanden van het Noonu-atol behorende tot de Maldiven.